# Zdeněk Humhal
Zdeněk Humhal (30. prosince 1933, Praha – 24. listopadu 2015) byl český volejbalový hráč, reprezentant Československa. Člen stříbrného týmu na olympijských hrách v Tokiu roku 1964, dvojnásobný vicemistr světa a dvojnásobný mistr Evropy.